# Chotěšov u Vrbičan
Chotěšov (deutsch Chotieschau, älter auch Goteschow, Chotissow, Chotiessau) ist eine Gemeinde in Tschechien. Sie liegt neun Kilometer südlich von Lovosice und gehört zum Okres Litoměřice.

## Geographie
Das Dorf befindet sich auf der Hasenburger Tafel linksseitig des Egertals. Durch Chotěšov führt die Staatsstraße 247 zwischen Radovesice und Lovosice sowie am westlichen Ortsrand die Bahnstrecke Lovosice–Louny, wo sich auch ein Bahnhalt befindet. Nordöstlich liegt die Trasse der Autobahn D8/Europastraße 55.
Nachbarorte sind Vrbičany im Norden, Rochov im Nordosten, Brozany nad Ohří und Hostěnice im Osten, Písty und Břežany nad Ohří im Südosten, Žabovřesky nad Ohří und Radovesice im Süden, Hájek, Libochovice und Slatina im Südwesten sowie Černiv im Westen.

## Geschichte
Erstmals urkundlich erwähnt wurde der Ort Hotissov im Jahre 1057 bei der Gründung des Domkapitel St. Stefan in Litoměřice durch Spytihněv II. und war eines der 14 dem Kapitel untertänigen Dörfer. Bei der Gründung des Klosters Doksany übereignete Vladislav II. 1144 Chotěšov zusammen mit Černiv und Vrbičany dem Kloster und Ottokar I. Přemysl bestätigte 1226 den klösterlichen Besitz.
Nach dem Tode Ottokars II. Přemysl fiel 1278 Otto IV. von Brandenburg mit einem Meißnischen Söldnerheer ein und belagerte die Burg Klep. Vilém Zajíc vom Waldeck konnte die Angreifer schließlich vertreiben. Zwischen 1453 und 1457 verkaufte Ladislaus Postumus die Dörfer Chotěšov, Černiv und Vrbičany an Nikolaus Zajíc von Hasenburg. 1562 erlangte Georg von Schleinitz auf Tollenstein durch einen Tausch die drei Dörfer und verpfändete sie an das Kloster Doksany. 1577 kaufte Nikolaus Zajíc die Orte zurück und veräußerte Chotěšov noch im selben Jahr an Wenzel Kaplirz de Sulewicz auf Milleschau. Zum Ende des 16. Jahrhunderts erwarb Georg Popel von Lobkowitz das Dorf zur Herrschaft Libochovice hinzu und als diese 1603 an Sigismund Báthory verkauft wurde, gehörte Chotěšov bereits dazu.
Während des Dreißigjährigen Krieges plünderten und brandschatzten 1631 sächsische Truppen den Ort. 1741 marschierten französische Truppen in den Ort und plünderten. 1763 erfolgte gleiches durch die Preußen. 1832 brach eine Choleraepidemie aus. Die neue Straße von Radovesice nach Lovosice entstand 1839 und wurde 1857 erweitert. Nach der Ablösung der Patrimonialherrschaften wurde Chotěšov 1848 zur selbstständigen Gemeinde. 1852 begann der Bau des neuen Pfarrhauses. Die Eisenbahn von Lovosice nach Libochovice entstand 1882. 1890 bestand das Dorf aus 101 Häusern und hatte 679 Einwohner. 1921 hatte sich die Einwohnerzahl auf 692 erhöht. Im März 1945 wurde der Bahnhof durch britische Flugzeuge bombardiert, dabei gab es eine Tote und zwei Schwerverletzte. 1950 hatte Chotěšov 473 Einwohner und 143 Häuser. 1985 wurde das Dorf an Libochovice angeschlossen, und seit 1991 ist es wieder selbständig.

## Ortsgliederung
Für die Gemeinde Chotěšov sind keine Ortsteile ausgewiesen.

## Sehenswürdigkeiten
- Kirche Mariae Himmelfahrt, 1730 bis 1737 barock umgebaut und 2000 saniert
- Pfarrhof mit Pfarrgarten und Speicher